# Bassa de la Farga
La Bassa de la Farga és un estany natural modificat lleugerament pels humans situat a Arbúcies, La Selva.

## Millores de la Bassa
A tota la Bassa s'han fet renovacions, impulsades per l'Ajuntament d'Arbúcies, la Diputació de Girona i el Museu Etnològic del Montseny com la substitució dels antics bancs per uns de nous, afegir gronxadors al Parc dels Arboços (Parc al costat de la Bassa), millorar les baranes de seguretat i fer un passatge de fusta i terra vorejant tota la Bassa. L'operació va començar vora el 2008 buidant tota la Farga per millorar la circulació de l'aigua i acabà amb la restauració de l'antiga ferreteria, que s'utilitza com a museu.
Amb la buidament de la Farga es van trobar un tipus de mol·lusc que es pensaven extint al riu Tordera i els seus afluents, per això s'està protegint més la bassa. S'han introduït ànecs al mateix temps que a la riera d'Arbúcies.

## La Farga del Roquer
La Farga del Roquer va ser una farga d'aram construïda entre 1846 i 1848 i estigué en funcionament fins a l'any 1873, quan la inestabilitat provocada per la III Guerra Carlina impossibilità la continuació de les seves activitats. Està situada al costat de la bassa. S'hi conserva una turbina del 1934 que feia funcionar a tots els mecanismes gràcies a l'aigua de la bassa. Encara que al principi era una farga d'aram la seva funció va canviar amb el temps a adoberia de pell, torneria i, finalment, un espai vinculat a la indústria carrossera.
L'edifici ha estat objecte d'una restauració, segons un projecte del Servei de Monuments de la Diputació de Girona, que ha comportat la recuperació d'algunes de les seves estructures. Les obres han costar 253.577 euros dels quals l'Ajuntament d'Arbúcies n'ha aportat uns 130.000 i la Diputació de Girona uns 120.000.
Al 30 de juliol de 2011 es va inaugurar un museu satèl·lit del Museu Etnològic del Montseny anomenat La Farga del Roquer-Centre d'Interpretació de la Riera d'Arbúcies que compta amb un adiovisual La memòria de l'aigua on Lluís Soler interpreta Santiago Russiñol ensenyant els usos passats de l'aigua a la Vall d'Arbúcies.